# Traffic (CBW)
Traffic is het tweede muziekalbum van het Amerikaanse jazzrocktrio CBW. Het album is op één dag opgenomen in New York, Sint Peter's Episcopal Church.

## Composities
1. Judith loves jazz (Coryell) (5;12)
2. Manic depression; (Jimi Hendrix) (3:58)
3. Door nr 3 (White en Jane Getter) (7:36)
4. Joyce favorite (Bailey) (7:09)
5. Misterioso (Thelonious Monk) (7:56)
6. Dedication (White) (5:37)
7. Drums and bass (Bailey en White) (7:18)
8. Jake’s lullaby (Coryell) (3:43)
9. Overruled (CBW) (5:14)
10. Electric jam (CBW) (9:00)